# Мурзахметов, Балгабай
Балгабай Мурзахметов (род. 1926, Каракалпак, Киргизская АССР, РСФСР, СССР) — железнодорожник, бригадир Тобольской дистанции пути Целинной железной дороги, Кустанайская область, Казахская ССР. Герой Социалистического Труда (1981).

## Биография
Родился в 1926 году в селе Каракалпак. В 1943 году отправился на фронт. Участвовал в сражениях Великой Отечественной войны в составе 3-го и 4-го Украинских фронтов. Также участвовал в войне с Японией, затем служил в Чите.
После демобилизации с 1948 года работал наладчиком железнодорожных путей на железнодорожной станции Тобол. Был назначен бригадиром Тобольской дистанции Целинной железной дороги в Кустанайской области.
Указом Президиума Верховного Совета СССР от 2 февраля 1981 года удостоен звания Героя Социалистического Труда с вручением ордена Ленина и золотой медали «Серп и Молот».
После выхода на пенсию в 1988 году проживает в родном селе.

## Награды
- Орден Ленина (1981)
- Орден Трудового Красного Знамени
- Медаль «За боевые заслуги»
- Медаль «За победу над Германией»